# Rozala d'Ivrea
Rozala d'Ivrea, nota anche come Rosala o Susanna (952 – Gand, 7 febbraio 1003), fu contessa consorte delle Fiandre, dal 978 circa al 987, poi, rimasta vedova, dal 987, resse la contea di Fiandra, assieme ad un consiglio di nobili cui non si conoscono i nomi, per una decina di anni e nel contempo fu regina consorte dei Franchi, dal 988 al 992 circa.

## Origine
Secondo la Genealogiae Comitum Flandriae, era una delle figlie del marchese d'Ivrea e poi re d'Italia, Berengario II (900 circa – Bamberga, 6 luglio 966) e della moglie (il matrimonio viene citato da Liutprando da Cremona nella sua cronaca dove specifica che la decisione, di darla in sposa al marchese d'Ivrea, fu presa dallo zio di Willa, il re d'Italia, Ugo d'Arles), Willa III d'Arles, che secondo il cronista, Liutprando da Cremona, Vescovo di Cremona, era la figlia del conte d'Avignone, poi anche conte d'Arles e governatore della Provenza, ed infine Margravio di Toscana, Bosone VI di Provenza, e di Willa II di Borgogna, figlia del re di Borgogna Rodolfo I e di Willa di Provenza.
 Berengario II era figlio del marchese d'Ivrea, Adalberto I e di Gisla figlia di Berengario I (re d'Italia dall'888 al 924).

## Biografia
Rozala, molto probabilmente fu con una sorella esiliata a Bamberga, assieme ai genitori come sostiene il Reginonis Chronicon; infatti, dopo la resa di San Leo, nel 963, Berengario II fu arrestato ed esiliato a Bamberga assieme alla moglie Willa.
Attorno al 978 Rozala, come ci conferma la Genealogiae Comitum Flandriae, fu data in moglie all'Abate laico di San Bertino, conte di Fiandra e d'Artois Arnolfo II (961 cirda - 987); questo matrimonio ci viene anche confermato dalle Europäische Stammtafeln, vol II, cap. 5 (non consultate); Arnolfo II era l'unico figlio del conte di Fiandra, conte d'Artois e abate laico di San Bertino, Baldovino III e di Matilde di Sassonia, che secondo l'Annalista Saxo Matilde era la figlia femmina primogenita di Ermanno Billung, duca di Sassonia, e di Hildegard di Westerburg. Secondo David M. Nicholas, nel suo Medieval Flanders, edito da Longman, 1992 ( non consultato), il matrimonio fu celebrato nel 976, quando Arnolfo II aveva raggiunto la maggior età.
Il marito Arnolfo II la lasciò vedova nel 987; la morte di Arnolfo II viene riportata sia dagli Annales Elnonenses Minores sia dagli Annales Blandinienses.
Alla morte di Arnolfo II, il figlio, Baldovino aveva appena sette anni; la tutela venne assunta da Rozala, affiancata, nella reggenza da alcuni nobili di cui non si conosce l'identità. Inoltre il nuovo re dei Franchi occidentali, Ugo Capeto riconobbe a Baldovino i titoli di conte di Fiandra e di Artois, riconoscendogli anche i territori che suo bisnonno, Arnolfo I, nel 962, aveva ceduto al re dei Franchi occidentali di allora, Lotario IV: l'Ostravent, il Ponthieu ed Amiens, ma, nello stesso tempo, con mire sulle contee di Baldovino IV si prodigò per organizzare il matrimonio tra suo figlio e suo erede, Roberto, che, come ci conferma la Genealogiæ Scriptoris Fusniacensis, era l'unico figlio maschio del duca dei Franchi e conte di Parigi poi incoronato re di Francia, Ugo Capeto e, come conferma la Vita Roberti Regis, di Adelaide d'Aquitania, di nobile stirpe aquitana, che, secondo la Acta Sanctorum, era figlia del conte di Poitiers, conte d'Alvernia e duca d'Aquitania (Adelaide…filia Pictavorum comitis, de progenie Caroli Magni moglie di Hugone, Francorum duce), Guglielmo III e di Gerloc (917-962, ribattezzata Adele) di Normandia, figlia del duca di Normandia, Rollone (870-927) e della seconda moglie, Poppa di Bayeux.
L'anno successivo (988), sotto la pressione del padre Ugo (come sostenuto da David M. Nicholas, nel suo Medieval Flanders), Roberto II, come conferma la Vita Sancti Bertulfi Abbatis Renticensis, aveva sposato Rozala , di vent'anni più vecchia di lui, ma portava in dote Montreuil, il Ponthieu e la possibile tutela sulle Fiandre; Rozala, dopo essere divenuta regina di Francia, mutò il suo nome in Susanna.
Infatti il documento n° 64 delle Chartes et documents de l'abbaye de Saint Pierre au Mont Blandin à Gand, ci documenta una donazione fatta, il 1º aprile 988, al monastero stesso, da Baldovino IV, assieme alla madre, citata col nome di Susanna (Baldwinus marchysus cum matre mea Susanna regina) e controfirmata, tra gli altri, dallo zio, Teodorico II di Frisia e dal cugino, Arnolfo II di Boulogne.; questa donazione viene confermata anche dagli Annales Abbatiae St. Petri Blandiniensis (Baldwinus marchysus cum matre sua Susanna).
Tuttavia, nel 991 o nel 992 Roberto ripudiò la moglie, come ci conferma il documento n° LXXXVII del Richeri Historiarum solo perché vecchia e sterile; Susanna (Rozala) ritornò nelle Fiandre con il figlio Baldovino; nel 992, assieme al figlio, si trovava nelle Fiandre, come ci confermano gli Annales Abbatiae St. Petri Blandiniensis, dove fece una donazione in suffragio della figlia Matilde.
Dopo che Susanna (Rozala) era stata ripudiata, il re di Francia (Ugo Capeto) non volle restituire la dote: si riprese alcuni dei territori che aveva ceduto alle Fiandre, determinando un ribellione delle Fiandre contro re Ugo Capeto che portò alla conferma del possesso dell'Artois e dell'Ostravent, mentre il Ponthieu ritornò alla Francia. Inoltre Baldovino riuscì a conquistare alcuni territori alla contea di Boulogne.
Al contrario dei suoi predecessori Baldovino pose la sua attenzione ai territori orientali e settentrionali, lasciando quelli meridionali nelle mani dei suoi vassalli: i conti di Guînes, di Hesdin e di St.Pol.
Il documento n° 91 delle Chartes et documents de l'abbaye de Saint Pierre au Mont Blandin à Gand, ci documenta una donazione fatta, il 1º giugno 1003, al monastero stesso, da Baldovino IV, assieme alla madre, Susanna.; questa donazione ci viene confermata anche dagli Annales Abbatiae St. Petri Blandiniensis (Susanna regina tradidit Sancto Petro cum filio suo Baldwino).
Rozala morì nel 1003, come ci viene confermato dagli Annales Elnonenses Minores (Obiit Susanna regina), il 7 di febbraio, a Gand come ci viene confermato dal Die Ottonenzeit, Grabschriften (regina Susanna quescit) e fu seppellita nell'abbazia di Saint-Pierre-au-Mont-Blandin, nella medesima città.

## Figli
Rozala ad Arnolfo II diede due figli:
- Baldovino[3] (980 - 1035), conte di Fiandra dal 988;
- Matilde (morta prima del 992[25]), sepolta a Gand[29] e fu seppellita nell'abbazia di Saint-Pierre-au-Mont-Blandin, nella medesima città[29].

Susanna (Rozala) a Roberto II non diede figli.

## Ascendenza
|                       |                 |                       | Genitori                 |  |  | Nonni |  |  | Bisnonni   |  |  | Trisnonni           |  |
|                       |                 |                       |                          |  |  |       |  |  | Anscario I |  |  | Amedeo di Langres ? |  |
|                       |                 |                       |                          |  |  |       |  |  | Anscario I |  |  | Amedeo di Langres ? |  |
|                       |                 | …                     |                          |  |  |       |  |  | Anscario I |  |  |                     |  |
| Adalberto I d'Ivrea   |                 |                       |                          |  |  |       |  |  | Anscario I |  |  |                     |  |
|                       |                 | …                     | …                        |  |  |       |  |  |            |  |  |                     |  |
|                       |                 | …                     | …                        |  |  |       |  |  |            |  |  |                     |  |
|                       |                 | …                     | …                        |  |  |       |  |  |            |  |  |                     |  |
| Berengario II d'Ivrea |                 | …                     |                          |  |  |       |  |  |            |  |  |                     |  |
|                       |                 | Berengario del Friuli | Eberardo del Friuli      |  |  |       |  |  |            |  |  |                     |  |
|                       |                 | Berengario del Friuli | Eberardo del Friuli      |  |  |       |  |  |            |  |  |                     |  |
|                       |                 | Berengario del Friuli | Gisella                  |  |  |       |  |  |            |  |  |                     |  |
| Gisla del Friuli      |                 | Berengario del Friuli |                          |  |  |       |  |  |            |  |  |                     |  |
|                       |                 | Bertila di Spoleto    | Suppone II               |  |  |       |  |  |            |  |  |                     |  |
|                       |                 | Bertila di Spoleto    | Suppone II               |  |  |       |  |  |            |  |  |                     |  |
|                       |                 | Bertila di Spoleto    | Berta                    |  |  |       |  |  |            |  |  |                     |  |
| Rozala d'Ivrea        |                 | Bertila di Spoleto    |                          |  |  |       |  |  |            |  |  |                     |  |
|                       | Tebaldo d'Arles | Uberto del Vallese    |                          |  |  |       |  |  |            |  |  |                     |  |
|                       | Tebaldo d'Arles | Uberto del Vallese    |                          |  |  |       |  |  |            |  |  |                     |  |
|                       | Tebaldo d'Arles | …                     |                          |  |  |       |  |  |            |  |  |                     |  |
| Bosone d'Arles        | Tebaldo d'Arles |                       |                          |  |  |       |  |  |            |  |  |                     |  |
|                       |                 | Berta di Lotaringia   | Lotario II di Lotaringia |  |  |       |  |  |            |  |  |                     |  |
|                       |                 | Berta di Lotaringia   | Lotario II di Lotaringia |  |  |       |  |  |            |  |  |                     |  |
|                       |                 | Berta di Lotaringia   | Waldrada di Wormsgau     |  |  |       |  |  |            |  |  |                     |  |
| Willa III d'Arles     |                 | Berta di Lotaringia   |                          |  |  |       |  |  |            |  |  |                     |  |
|                       |                 | Rodolfo I di Borgogna | Corrado II di Borgogna   |  |  |       |  |  |            |  |  |                     |  |
|                       |                 | Rodolfo I di Borgogna | Corrado II di Borgogna   |  |  |       |  |  |            |  |  |                     |  |
|                       |                 | Rodolfo I di Borgogna | Waldrada                 |  |  |       |  |  |            |  |  |                     |  |
| Willa II di Borgogna  |                 | Rodolfo I di Borgogna |                          |  |  |       |  |  |            |  |  |                     |  |
|                       |                 | Willa di Provenza     | Bosone I di Provenza     |  |  |       |  |  |            |  |  |                     |  |
|                       |                 | Willa di Provenza     | Bosone I di Provenza     |  |  |       |  |  |            |  |  |                     |  |
|                       |                 | Willa di Provenza     | …                        |  |  |       |  |  |            |  |  |                     |  |
|                       |                 | Willa di Provenza     |                          |  |  |       |  |  |            |  |  |                     |  |

### Fonti primarie
- (LA)  Monumenta Germaniae Historica, Scriptores, tomus I.
- (LA)  Monumenta Germaniae Historica, tomus III.
- (LA)  Monumenta Germaniae Historica, Scriptores, tomus XXIII.
- (LA)  Monumenta Germaniae Historica, Scriptores, tomus IX.
- (LA)  Monumenta Germaniae Historica, Scriptores, tomus V.
- (LA)  Monumenta Germaniae Historica, Scriptores, tomus XIII.
- (LA)  Chartes et documents de l'abbaye de Saint Pierre au Mont Blandin à Gand.
- (LA)  Monumenta Germaniae Historica, Scriptores, tomus VI.
- (LA)  Monumenta Germaniae Historica, Scriptores, Poetæ Latini medii ævi, V.1, tomus V, fas. I, Die Ottonenzeit, Grabschriften.
- (LA)  Recueil des historiens des Gaules et de la France. Tome 10.
- (LA)  Acta Sanctorum, October, volume 58.
- (LA)  Chartes et documents de l'abbaye de Saint Pierre au Mont Blandin à Gand.
- (LA)  Annales Abbatiae St. Petri Blandiniensis.

### Letteratura storiografica
- Louis Halphen, Francia: gli ultimi Carolingi e l'ascesa di Ugo Capeto (888-987), in «Storia del mondo medievale», vol. II, 1979, pp. 636–661
- C.W. Previtè-Orton, L'Italia nell'X secolo, in «Storia del mondo medievale», vol. II, 1979, pp. 662–701
- Louis Halphen, La Francia nell'XI secolo, in «Storia del mondo medievale», vol. II, 1979, pp. 770–806
- P. Delogu, «BERENGARIO II, marchese d'Ivrea, re d'Italia». In Dizionario Biografico degli Italiani, Vol. IX, Roma: Istituto dell'Enciclopedia italiana, 1967.
- H. Keller, «BOSONE di Toscana». In Dizionario Biografico degli Italiani, Vol. XIII, Roma: Istituto della Enciclopedia italiana, 1971.